# Lijst van nummer 1-hits in Noorwegen in 2001
Deze hits stonden in 2001 op nummer 1 in de VG-lista, de bekendste hitlijst in Noorwegen.
| Week | Artiest                                 | Titel                        |
| ---- | --------------------------------------- | ---------------------------- |
| 1    | Wyclef Jean & Mary J. Blige             | 911                          |
| 2    | Wyclef Jean & Mary J. Blige             | 911                          |
| 3    | Wyclef Jean & Mary J. Blige             | 911                          |
| 4    | Wyclef Jean & Mary J. Blige             | 911                          |
| 5    | Wyclef Jean & Mary J. Blige             | 911                          |
| 6    | OutKast                                 | Ms. Jackson                  |
| 7    | OutKast                                 | Ms. Jackson                  |
| 8    | OutKast                                 | Ms. Jackson                  |
| 9    | Madrugada                               | Hands Up - I Love You        |
| 10   | Madrugada                               | Hands Up - I Love You        |
| 11   | Organic                                 | Big Brother                  |
| 12   | Organic                                 | Big Brother                  |
| 13   | Organic                                 | Big Brother                  |
| 14   | Organic                                 | Big Brother                  |
| 15   | Cape                                    | Tic Tac                      |
| 16   | Destiny's Child                         | Survivor                     |
| 17   | Destiny's Child                         | Survivor                     |
| 18   | Crazy Town                              | Butterfly                    |
| 19   | Crazy Town                              | Butterfly                    |
| 20   | Crazy Town                              | Butterfly                    |
| 21   | Crazy Town                              | Butterfly                    |
| 22   | Crazy Town                              | Butterfly                    |
| 23   | Crazy Town                              | Butterfly                    |
| 24   | Spin-Up                                 | Sing Na Na Na                |
| 25   | Shaggy & Rayvon                         | Angel                        |
| 26   | Shaggy & Rayvon                         | Angel                        |
| 27   | Daddy DJ                                | Daddy DJ                     |
| 28   | Daddy DJ                                | Daddy DJ                     |
| 29   | Shaggy & Rayvon                         | Angel                        |
| 30   | Shaggy & Rayvon                         | Angel                        |
| 31   | Christina Aguilera, Mýa, Lil' Kim, P!nk | Lady Marmalade               |
| 32   | Christina Aguilera, Mýa, Lil' Kim, P!nk | Lady Marmalade               |
| 33   | Christina Aguilera, Mýa, Lil' Kim, P!nk | Lady Marmalade               |
| 34   | Christina Aguilera, Mýa, Lil' Kim, P!nk | Lady Marmalade               |
| 35   | Christina Aguilera, Mýa, Lil' Kim, P!nk | Lady Marmalade               |
| 36   | Eve & Gwen Stefani                      | Let Me Blow Ya Mind          |
| 37   | Eve & Gwen Stefani                      | Let Me Blow Ya Mind          |
| 38   | Eve & Gwen Stefani                      | Let Me Blow Ya Mind          |
| 39   | Eve & Gwen Stefani                      | Let Me Blow Ya Mind          |
| 40   | Kylie Minogue                           | Can't Get You Out of My Head |
| 41   | Kylie Minogue                           | Can't Get You Out of My Head |
| 42   | Kylie Minogue                           | Can't Get You Out of My Head |
| 43   | Kylie Minogue                           | Can't Get You Out of My Head |
| 44   | Kylie Minogue                           | Can't Get You Out of My Head |
| 45   | Kylie Minogue                           | Can't Get You Out of My Head |
| 46   | Kylie Minogue                           | Can't Get You Out of My Head |
| 47   | Kylie Minogue                           | Can't Get You Out of My Head |
| 48   | Afroman                                 | Because I Got High           |
| 49   | Afroman                                 | Because I Got High           |
| 50   | Anastacia                               | Paid My Dues                 |
| 51   | Anastacia                               | Paid My Dues                 |
| 52   | Anastacia                               | Paid My Dues                 |